# Radosze
Radosze (niem. Freudenberg) – wieś w Polsce, położona w województwie warmińsko-mazurskim, w powiecie kętrzyńskim, w gminie Barciany.
W latach 1975–1998 wieś administracyjnie należała do województwa olsztyńskiego.
Przez wieś przebiega droga wojewódzka nr 590. Od 2015 roku przez wieś prowadzi szlak rowerowy Green Velo, łączący w tym miejscu Korsze, Drogosze i Barciany.

## Integralne części wsi

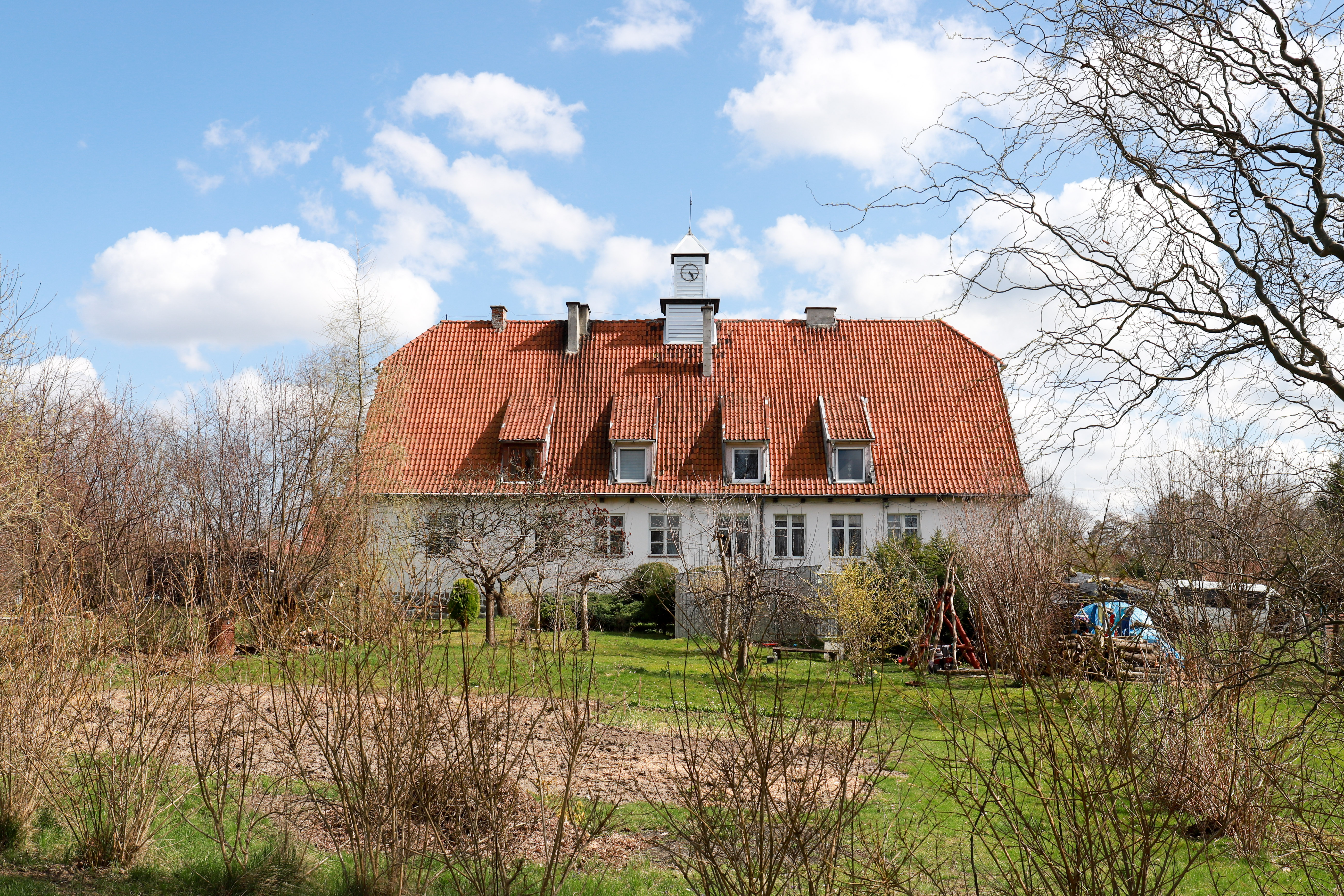
Radosze (2023)

| SIMC    | Nazwa         | Rodzaj    |
| ------- | ------------- | --------- |
| 0469470 | Zalewska Góra | część wsi |

## Historia
Radosze założone zostały w drugiej połowie XIV wieku na obszarze 50 włók. Wieś lokowana była na prawie magdeburskim. Osadnicy płacili czynsz w wysokości pół grzywny i trzech kur od włóki. Danina z kur została zniesiona w 1437 r. We wsi była też karczma. Czynsz od karczmy wynosił trzy grzywny rocznie, a od 1437 r. dodatkowo w naturze 3 funty pieprzu.
W roku 1808 do szkoły w Radoszach uczęszczało 33 uczniów.
W roku 1973 do sołectwa Radosze należały miejscowości: Radosze (wieś i PGR), Zalewska Góra (PGR) i Wargity (PGR).
We wsi znajduje się pseudobarokowy dwór z końca XIX w. parterowy, nakryty masywnym dachem naczółkowym. Od strony zachodniej dobudówka z charakterystycznym przejazdem bramnym